# Tove Morville
Tove Morville var en dansk tennisspiller medlem af Kjøbenhavns Boldklub.
Morville vandt tre danske mesterskaber i tennis et i mixdouble og i to damedouble.

## Danskemesterskaber
Indendørs
- 1926 - mixdouble med Donald Greig (England)
- 1926 - damedouble med Elsebeth Brehm
- 1922 - damedouble med Margrethe Kähler